# Henrique Guimarães
Henrique Guimarães, född den 9 september 1972 i São Paulo, Brasilien, är en brasiliansk judoutövare.
Han tog OS-brons i herrarnas halv lättvikt i samband med de olympiska judotävlingarna 1996 i Atlanta.